# Apatania bhimagada
Apatania bhimagada är en nattsländeart som beskrevs av Schmid 1968. Apatania bhimagada ingår i släktet Apatania och familjen Apataniidae. Inga underarter finns listade i Catalogue of Life.